# Terenul de baseball
Terenul de baseball (în engleză Field of Dreams) este un film dramatic-sportiv-fantastic american din 1989, scris și regizat de Phil Alden Robinson⁠(d). Filmul reprezintă o adaptare a romanului Shoeless Joe⁠(d) (1982) de W. P. Kinsella⁠(d) și prezintă povestea unui fermier (Kevin Costner) care construiește un teren de baseball în lanul său de porumb, iar acesta începe să atragă spiritele unor legende ale baseballului precum Shoeless Joe Jackson⁠(d) (Ray Liotta) și Chicago Black Sox⁠(d). Amy Madigan, James Earl Jones și Burt Lancaster apar în roluri secundare. Acesta a fost lansat în cinematografe pe 5 mai 1989.
Filmul a primit cu precădere recenzii pozitive din partea criticilor și a fost nominalizat la trei premii Oscar: cel mai bun film, cel mai bun scenariu original și cel mai bun scenariu adaptat. În 2017, a fost selectat pentru conservare în Registrul Național de Film al Statelor Unite de către Biblioteca Congresului, fiind considerat „important din punct de vedere cultural, istoric sau estetic”.

## Rezumat
Ray Kinsella locuiește împreună cu soția sa Annie și fiica lor Karin la o ferma din Dyersville, Iowa⁠(d). Tulburat de relația proastă pe care a avut-o cu tatăl său răposat, John Kinsella, un fan înrăit al baseballului, acestuia îi este teamă că va părăsi lumea celor vii fără să-și îndeplinească visurile.
În timp ce se plimba prin lanul de porumb într-o seară, aude o voce care-i șoptește: „Dacă îl construiești, va veni”. Acesta are o viziune cu un teren de baseball⁠(d) și cu Shoeless Joe Jackson⁠(d) - care în viața reală a murit în 1951 - stând în mijlocul terenului. Fiind convinsă de spusele sale, Annie îl permite să distrugă o parte din lanul de porumb pentru a construi un teren de baseball, deși este conștientă că această decizie le creează dificultăți financiare.
Ray construiește terenul și în același timp îi povestește fiicei sale despre Scandalul Black Sox⁠(d) din 1919. Câteva luni mai târziu, când Ray începe să-și pună la îndoială propria decizie, Shoeless Joe reapare pe teren și îl întreabă dacă pot să intre pe teren și alți jucători; acesta se întoarce cu alți șapte membri ai Black Sox. Fratele lui Annie, Mark, nu poate vedea jucătorii. Acesta îi avertizează că vor da faliment și se oferă să cumpere terenul. Între timp, vocea îl îndeamnă pe Ray să-i „aline durerea”.
Ray și Annie participă la o întâlnire a PTA⁠(d), unde aceasta critică decizia unuia dintre părinți de a interzice cărțile lui Terence Mann, un autor controversat și activist al anilor 1960. Ray realizează că vocea se referă la Mann, care și-a numit unul dintre personaje „John Kinsella” și declarase la un moment dat că visa în copilărie să devină jucător profesionist pentru Brooklyn Dodgers⁠(d). Când cuplul are vise identice despre Ray și Mann, care participă împreună la un meci de baseball la Fenway Park⁠(d), Ray îl găsește pe Mann în Boston. Mann, în prezent un singuratic frământat de dezamăgiri, acceptă să participe la un meci. Acolo, Ray aude din nou vocea; aceasta îl îndemnă să „parcurgă distanța”, iar pe tabela de marcaj apar statisticile jucătorului Archie „Moonlight” Graham⁠(d), care a luat parte la un singur meci pentru New York Giants⁠(d) în 1922, însă a reușit să ajungă în liga profesionistă. Mann recunoaște că a auzit vocea și că a văzut tabela de marcaj.
Aceștia călătoresc spre Chisholm, Minnesota⁠(d), după ce află că Graham, medic de profesie, murise cu ani în urmă. La un moment dat, Ray se trezește în 1972 și îl întâlnește pe bătrânul Graham, care îi spune că a părăsit bucuros baseballul pentru a urma o carieră în medicină. În timpul călătoriei spre Iowa, cei doi îl întâlnesc pe autostopistul Archie Graham, care dorește să devină jucător pentru o echipă de baseball. Mai târziu, Ray îi dezvăluie lui Mann că tatăl său a visat să devină jucător de baseball, iar apoi a încercat să-l convingă pe el să urmeze o carieră profesionistă. La 14 ani, după ce a citit una dintre cărțile lui Mann, Ray a încetat să mai joace baseball cu tatăl său și a părăsit casa părintească, spunându-i că eroul său este un criminal. Acesta recunoaște că cel mai are regret al său este că nu a reușit să se împace cu tatăl său înainte de moartea sa. Ajunși la fermă, aceștia observă numeroși jucători pe teren, iar Graham se alătură acestora.
A doua zi dimineață, Mark revine la fermă și îi cere lui Ray să vândă ferma sau banca îl va executa silit. Karin insistă că oamenii vor plăti pentru a vedea meciurile. Mann cade de acord, spunând că „oamenii vor veni” să-și retrăiască inocența copilăriei. În timp ce Mark și Ray se ceartă, Karin este doborâtă din greșeală și cade de pe tribune. Graham - conștient că nu va putea reveni pe teren odată ce îl părăsește - o salvează. Transformat din nou în bătrânul Doc Graham, acesta îl asigură pe Ray că nu are regrete. În timp ce se îndreaptă spre lanul de porumb, este aclamat de ceilalți jucători; Shoeless Joe strigă: „Hei, novice!”, iar când Graham se întoarce, acesta îi spune: „Ai fost bun”. Ochii plini de lacrimi ai lui Graham strălucesc, iar apoi acesta dispare în lanul de porumb. Dintr-o dată, Mark îi poate vedea pe jucători și îl îndeamnă pe Ray să păstreze ferma.
Shoeless Joe îl invită pe Mann să îi urmeze în lan, iar Mann dispare și el. Ray este supărat că nu a fost invitat, dar Joe îl mustră, privește spre baza finală⁠(d) și îi spune „Dacă îl construiești, el va veni”. Când catcher-ul⁠(d) își îndepărtează masca, Ray conștientizează că este tatăl său în tinerețe. De asemenea, realizează că „alină-i durerea” se referă la propriile sale regrete.
Ray îl prezintă pe John soției și fiicei sale, fără a se referi la el ca fiind tatăl său. În timp ce John se îndreaptă spre lanul de porumb, Ray, strigându-l „tată”, îl întreabă dacă vrea să joace baseball. În același timp, sute de mașini se apropie de teren, împlinind astfel profeția că oamenii vor veni să vadă meciuri de baseball.

## Distribuție
- Kevin Costner - Ray Kinsella
- Amy Madigan - Annie Kinsella
- Gaby Hoffmann - Karin Kinsella
- James Earl Jones - Terence Mann
- Ray Liotta - Shoeless Joe Jackson
- Timothy Busfield - Mark
- Burt Lancaster - Dr. Archibald "Moonlight" Graham
- Frank Whaley - tânărul Archibald Graham
- Dwier Brown - John Kinsella
- Lee Garlington - Beulah Gasnick
- Michael Milhoan - Buck Weaver (3B)
- Steve Eastin - Eddie Cicotte (P)
- Charles Hoyes - Swede Risberg (C)
- Art LaFleur - Chick Gandil (1B)

Anne Seymour⁠(d), care a încetat din viață cu patru luni înainte de lansarea filmului, apare în rolul editorului amabil Chisholm; aceasta îi ajută pe Ray și Mann cu informații despre Doc Graham. Identitatea actorului care-i vorbește lui Ray pe parcursul filmului nu a fost menționată. Unii cred că este Costner sau Liotta, dar autorul cărții, W. P. Kinsella, a declarat că i s-a spus că este Ed Harris (soțul lui Madigan). Matt Damon și Ben Affleck, adolescenți în perioada respectivă, apar ca figuranți în scena Fenway Park.